# Worldchanger
'Worldchanger' è il secondo studio album del cantante norvegese Jørn Lande, pubblicato nel 2001, con la band successivamente indicata con il monicker Jorn.
Il disco, prodotto da Lande e Tommy Hansen,include per la prima volta materiale totalmente inedito, alternandosi tra vari sottogeneri del filone rock:
hard rock, doom metal, Heavy metal e progressive metal.

## Tracce
1. "Tungur Knivur" (Lande) - 6:17
2. "Sunset Station" (Lande/Moren) - 4:30
3. "Glow in the Dark" (Lande)- 4:38
4. "House of Cards" (Lande/Moren) - 4:56
5. "Bless the Child" (Lande/Moren) - 4:40
6. "Captured" (Lande/Moren) - 4:08
7. "Worldchanger" (Lande/Moren) - 4:51
8. "Christine" (Lande)- 2:53
9. "Bridges Will Burn" (Lande/Moren) - 5:32

## Band
- Jørn Lande - Voce
- Tore Moren - Chitarre
- Sid Ringsby - Basso
- Jan Axel "Hellhammer" Blomberg - Batteria